# Верхнее Мошево
Верхнее Мошево — село в Соликамском районе Пермского края. Входит в состав Тюлькинского сельского поселения.
Название произошло от коми-пермяцкого слова «мош» — пчела.

## Географическое положение
Расположено в нижнем течении реки Мошевица, примерно в 3 км к востоку от центра поселения, посёлка Тюлькино, и в 26 км к северо-западу от районного центра, города Соликамск.

## Население
| 2010 |
| ---- |
| 168  |

## Улицы
Улицы села:
- Клубная ул.
- Лесная ул.
- Набережная ул.
- Советская ул.
- Совхозная ул.
- Спортивная ул.
- Центральная ул.

## Топографические карты
- Лист карты O-40-6 Тюлькино. Масштаб: 1 : 100 000. Издание 1978 г.